# Drüsiges Weidenröschen
Das Drüsige Weidenröschen (Epilobium ciliatum) ist eine Pflanzenart aus der Gattung Weidenröschen (Epilobium) innerhalb der Familie der Nachtkerzengewächse (Onagraceae). Sie ist in Nordamerika heimisch und in Europa ein Neophyt.

## Beschreibung

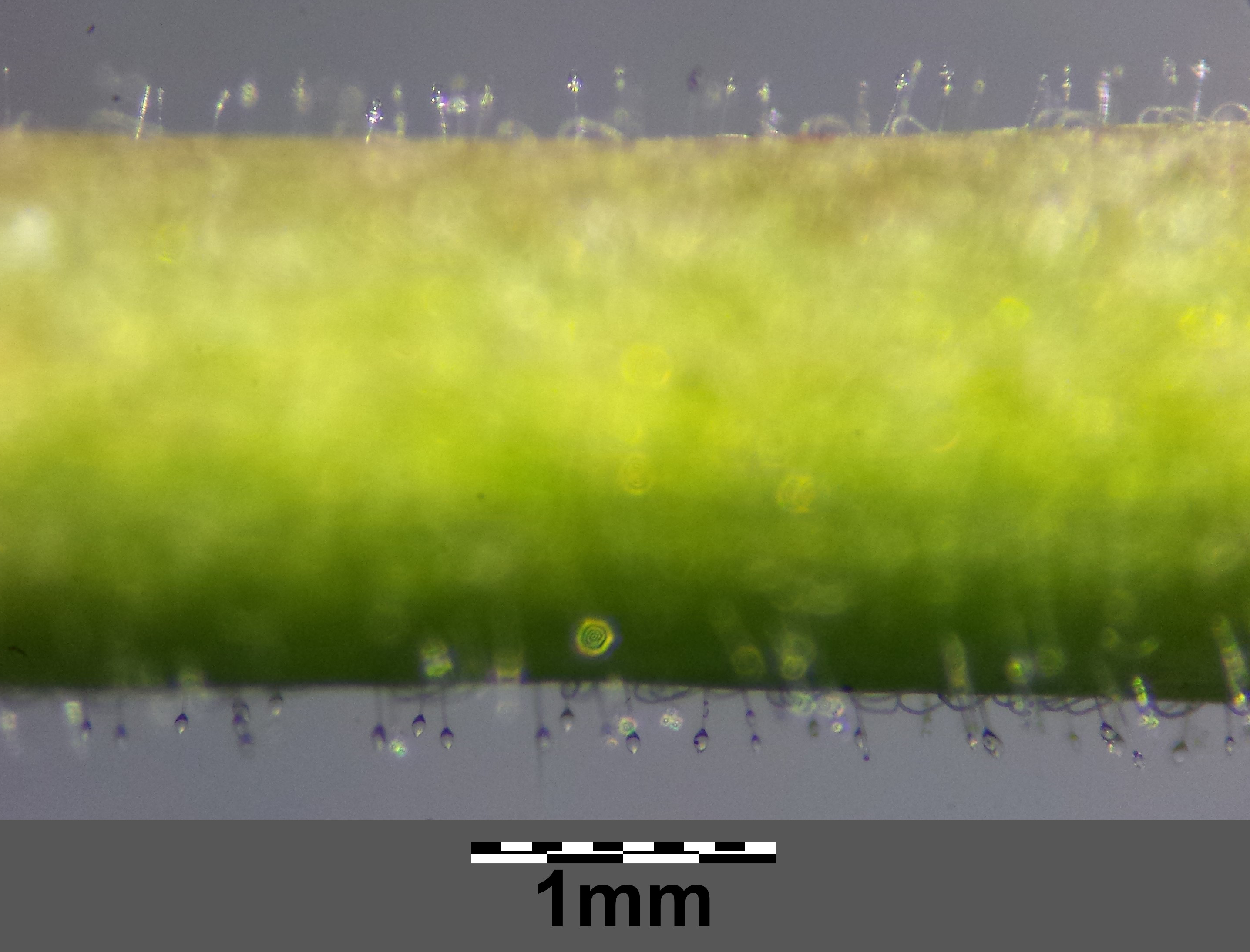
Stängel mit Drüsenhaaren

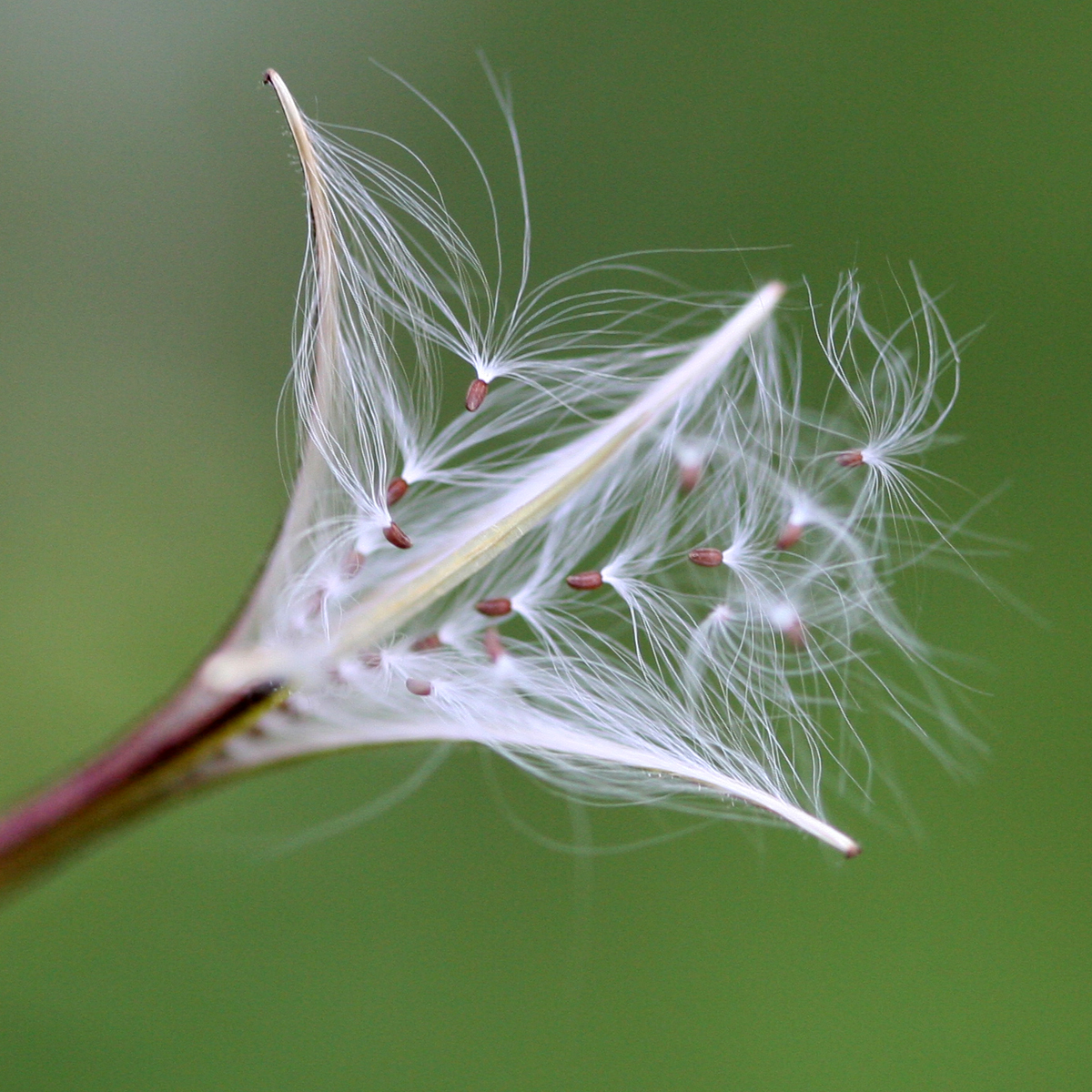
Sich öffnende Kapselfrucht und Samen

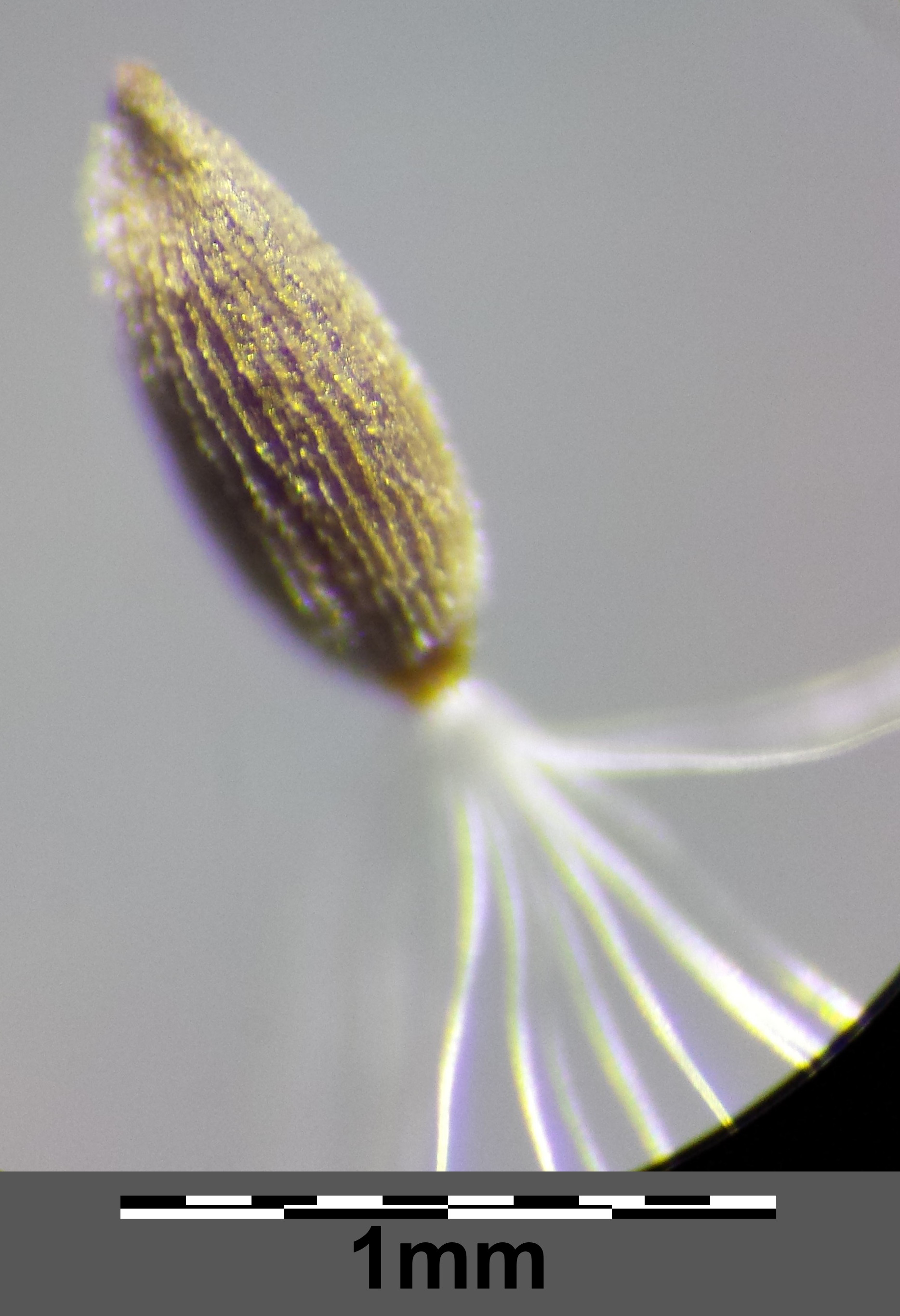
Same mit in auffallenden Reihen angeordneten Papillen

### Vegetative Merkmale
Das Drüsige Weidenröschen ist eine ausdauernde, krautige Pflanze und erreicht Wuchshöhen von meist 30 bis 80 (20 bis 140) Zentimetern. Der mit zwei bis vier erhabenen Längsleisten eher kantige Stängel ist  zumindest im oberen Bereich dicht bis locker drüsig behaart. Am Grunde werden keine Ausläufer gebildet, sehr wohl aber eine Blattrosette. 
Die Blätter sind bis zum Blütenstand hinauf gegenständig. Die Laubblätter sind in einen kurzen Blattstiel und Blattspreite gegliedert. Die einfache Blattspreite ist bei einer Länge von 3 bis 10 Zentimetern sowie einer Breite von 1,8 bis 3 Zentimetern eilanzettlich bis länglich-lanzettlich mit gerundetem oder gestutztem Spreitengrund und gezähnten Blattrand. 

### Generative Merkmale
Die Blütezeit reicht von Juni bis Oktober. Die Blütenstandsachse ist drüsig behaart. 
Die zwittrigen Blüten sind radiärsymmetrisch und haben eine lange Röhre. Der Achsenbecher ist mit abstehenden Drüsenhaaren besetzt. Die Blütenkrone bildet einen Trichter. Die hellrosafarbenen bis weißen Kronblätter sind 2 bis 3, selten bis zu 6 Millimeter lang. Der Griffel ist aufrecht, die Narbe ist keulig und kopfförmig. 
Die Kapselfrucht ist abstehend drüsig behaart. Die fein papillösen Samen sind etwa 1 Millimeter lang und tragen an der Spitze ein kurzes, durchscheinendes Anhängsel. Die Papillen sind weiß, spitz und stehen in deutlichen Längsreihen, die Samen erscheinen daher weiß gestreift. 
Die Chromosomenzahl beträgt 2n = 18 oder 36.

## Standortbedingungen in Mitteleuropa
Das Drüsige Weidenröschen wächst in Mitteleuropa auf frischen, nährstoffreichen Lehmböden auf Kahlschlägen und Böschungen, in Gärten, an Waldrändern und im Röhricht. Es kommt in Mitteleuropa besonders in Gesellschaften des Bidention-Verbands und der Galio-Urticenea vor. Es kommt bis in die montane Höhenstufe vor. In den Allgäuer Alpen wurde es im Vorarlberger Teil zwischen der mittleren Diedamsalpe und dem Schrannenbach bei Schoppernau in einer Höhe von 1500 Metern beobachtet.
Die ökologischen Zeigerwerte nach Landolt & al. 2010 sind in der Schweiz: Feuchtezahl F = 3+w (feucht aber mäßig wechselnd), Lichtzahl L = 4 (hell), Reaktionszahl R = 3 (schwach sauer bis neutral), Temperaturzahl T = 4+ (warm-kollin), Nährstoffzahl N = 4 (nährstoffreich), Kontinentalitätszahl K = 2 (subozeanisch).

## Systematik und Verbreitung
Die Erstveröffentlichung von Epilobium ciliatum erfolgte 1808 durch Constantine S. Rafinesque-Schmaltz.
Das Drüsige Weidenröschen ist von Nord- über Mittel- bis Südamerika sowie in den gemäßigten Zonen Asiens weitverbreitet. In Deutschland ist es seit 1927 nachgewiesen. Die hauptsächliche Ausbreitung in Europa begann aber erst ab 1950. Es kommt hauptsächlich in Nord- und Westeuropa, in Großbritannien, Frankreich, Deutschland, Belgien, den Niederlanden, Dänemark, Skandinavien, Finnland, Österreich, Tschechien, Polen und Russland vor. Das Drüsige Weidenröschen ist in Europa ein invasiver Neubürger (Neophyt). 
Das Drüsige Weidenröschen ist recht variabel und bildet in Mitteleuropa mit den heimischen Arten Hybriden.
Von Epilobium ciliatum gibt es Unterarten:
- Epilobium ciliatum Raf. subsp. ciliatum (Syn.: Epilobium adenocaulon Hausskn., Epilobium chilense Hausskn., Epilobium valdiviense Hausskn.): Sie ist in Nord-, Mittel- und Südamerika sowie in Asien weitverbreitet und ist in Europa und Australien ein Neophyt.
- Epilobium ciliatum subsp. glandulosum (Lehm.) Hoch & P.H.Raven (Syn.: Epilobium glandulosum Lehm.): Sie ist in Kanada und in den USA verbreitet und ist auf Island ein Neophyt.
- Epilobium ciliatum subsp. watsonii (Barbey) Hoch & P.H.Raven: Sie kommt im westlichen Nordamerika in British Columbia, in Oregon, Washington und Kalifornien vor.

## Belege
- Siegmund Seybold (Hrsg.): Schmeil-Fitschen interaktiv. CD-ROM, Version 1.1. Quelle & Meyer, Wiebelsheim 2002, ISBN 3-494-01327-6.
- Manfred A. Fischer, Karl Oswald, Wolfgang Adler: Exkursionsflora für Österreich, Liechtenstein und Südtirol. 3., verbesserte Auflage. Land Oberösterreich, Biologiezentrum der Oberösterreichischen Landesmuseen, Linz 2008, ISBN 978-3-85474-187-9.
- Ruprecht Düll, Herfried Kutzelnigg: Taschenlexikon der Pflanzen Deutschlands. Ein botanisch-ökologischer Exkursionsbegleiter zu den wichtigsten Arten. 6., völlig neu bearbeitete Auflage. Quelle & Meyer, Wiebelsheim 2005, ISBN 3-494-01397-7.
- Eckehart J. Jäger, Klaus Werner (Hrsg.): Exkursionsflora von Deutschland. Begründet von Werner Rothmaler. 10., bearbeitete Auflage. Band 4: Gefäßpflanzen: Kritischer Band. Elsevier, Spektrum Akademischer Verlag, München/Heidelberg 2005, ISBN 3-8274-1496-2.